# Antonio Meucci
Antonio Santi Giuseppe Meucci (Florencia, 13 de abril de 1808-Nueva York, 18 de octubre de 1889) fue un inventor e ingeniero italiano que inmigró a Estados Unidos, fue el creador del «teletrófono», posteriormente bautizado como «teléfono», entre otras innovaciones técnicas. Desarrolló un teléfono neumático (precursor de su teletrófono) que hoy todavía se utiliza en el Teatro de la Pergola de Florencia y que luego perfeccionó en el teatro Tacón de La Habana. Creó un nuevo sistema de galvanizado, un sistema de filtros para la depuración del agua e introdujo el uso de la parafina en la fabricación de velas. También desarrolló un sistema de electroshocks terapéuticos que administraba en La Habana. El gobierno de Italia lo honra con el título de Inventore ufficiale del telefono.

## Biografía
Estudió ingeniería química e ingeniería industrial en la Academia de Bellas Artes de Florencia, que además de formar artistas plásticos como pintores o escultores también poseía profesorado y laboratorios de física y química.
Se casó el 7 de agosto de 1834 con Ester Mochi. Luego fue acusado de participar en una conspiración del Movimiento de Unificación Italiana con la sociedad secreta de los carbonarios y fue encarcelado tres meses.
En octubre de 1835, Meucci y su esposa dejaron Florencia para nunca regresar. Emigraron al continente americano, parando primero en Cuba donde Meucci aceptó un trabajo en el Gran Teatro Tacón (en La Habana). En 1839, Meucci y su esposa emigraron a los Estados Unidos, y llegaron a Clifton (en Staten Island), que por ferry quedaba a 3 km frente al distrito de Brooklyn, y a 10 km del distrito de Manhattan, en la ciudad de Nueva York, donde Meucci vivió el resto de su vida.
En su nuevo hogar, Meucci fue siempre respetado como un prohombre de la comunidad italiana de Nueva York. Había levantado una fábrica de velas y acogía a cualquier italiano que necesitara ayuda. Garibaldi pasó por casa de Meucci durante su periplo americano.

### Invención del teletrófono
Antonio Meucci (pronunciado [meúcchi]) fue el inventor del «telettrófoni», posteriormente bautizado como «teléfono».
En 1854,
Meucci construyó un teléfono para conectar su oficina (en la planta baja de su casa) con su dormitorio (ubicado en el segundo piso), debido a que su esposa estaba inmovilizada por el reumatismo. Sin embargo, Meucci carecía del dinero suficiente para patentar su invento, aunque sí patentó otros inventos que él creía más redituables, como un filtro económico para la depuración del agua y el uso de la parafina en la fabricación de velas (que hasta ese momento se fabricaban con grasa de animales, muy contaminantes y sucias).
En 1860 Antonio Meucci hizo público su invento, el teletrófono, en una demostración pública. La prensa italiana de Nueva York publicó una descripción del invento y un tal Sr. Bendelari se llevó a Italia una copia del prototipo, y la documentación necesaria para producirlo allí, pero no se volvió a saber de él, como tampoco se materializó ninguna de las ofertas que surgieron tras la demostración.
Consciente de que alguien podía robarle la patente, pero incapaz de reunir los 250 dólares (unos 7900 dólares de 2016)
que costaba la patente definitiva, tuvo que conformarse con un cáveat (‘aviso’, trámite preliminar de presentación de documentación para el patentamiento, con vigencia de un año) que registró el 28 de diciembre de 1871 y que pudo permitirse renovar ―por 10 dólares (o 314 dólares de 2016)―
solo en 1872 y 1873.
Un accidente, la explosión del vapor Westfield, del que sale con severas quemaduras, obliga a su esposa a vender los trabajos de Antonio a un prestamista, por 6 dólares. Cuando, una vez repuesto, vuelve para recuperarlos, pero la casa de empeño dice haberlos vendido a un hombre joven al que nunca se pudo identificar.

### Meucci contra Bell
En cuanto tuvo el acuse de recibo de Patentes, Antonio Meucci volvió a empeñarse en demostrar el potencial de su invento. Para ello, ofreció una demostración del «telégrafo parlante» a un empresario llamado Edward B. Grant, vicepresidente de una filial de la Western Union Telegraph Company. Cada vez que Meucci trataba de avanzar, se le decía que no había hueco para su demostración, así que a los dos años, Meucci pidió que le devolvieran su material, a lo que le contestaron que se había perdido.
En 1876, Alexander Graham Bell registró una patente que realmente no describía el teléfono pero lo mencionaba como tal.
Cuando Meucci ―que vivía cerca de Nueva York― se enteró, pidió a un abogado que reclamara ante la oficina de patentes de los Estados Unidos en Washington, algo que nunca sucedió. Sin embargo, un amigo que tenía contactos en Washington, se enteró de que toda la documentación referente al telégrafo parlante registrada por Meucci se había perdido.
Una investigación posterior puso en evidencia un delito de prevaricación por parte de algunos empleados de la oficina de patentes con la compañía de Bell. En un litigio posterior entre la empresa Bell Telephone Company (creada en 1877) y Western Union, afloró que existía un acuerdo por el cual Bell pagaría a la Western Union un 20 % de los beneficios derivados de la comercialización de su invento durante 17 años.
Diez años después, en un proceso legal de 1886, Meucci tuvo que demandar incluso a su propio abogado, sobornado por el poderoso Bell. Sin embargo, Meucci supo hacer entender al juez que no cabía duda en cuanto a la autoría del invento registrado. Pese a la declaración pública del entonces secretario de Estado: «Existen suficientes pruebas para dar prioridad a Meucci en la invención del teléfono».
A pesar de que el Gobierno de Estados Unidos inició acciones legales por fraude contra la patente de Alexander Graham Bell, el proceso embarrancó en el arenal de los recursos por los abogados de Bell, hasta cerrarse en 1889 debido a la muerte de Meucci.

## Legado
Meucci falleció, y jamás vio la gloria y el reconocimiento de su talento, que chocó con su escaso conocimiento del inglés y su poca desenvoltura ante las artimañas legales y los ingentes intereses económicos de las grandes corporaciones de Estados Unidos.
El 11 de junio de 2002, el Boletín Oficial de la Cámara de Representantes de los Estados Unidos publicó la Resolución n.º 269, por la que se honra la vida y el trabajo del inventor italoestadounidense. En la misma se reconoce que fue más bien Antonio Meucci en vez de Alexander Graham Bell quien inventó el teléfono.
Reconoció además que Meucci demostró y publicó su invento en 1860 y concluye con un reconocimiento a su autoría en dicha invención.
El asteroide (15353) Meucci fue nombrado así en su honor.